# Shane Williamson
Shane Williamson (ur. 28 kwietnia 1995 na Hokkaido) – japoński łyżwiarz szybki.

## Życiorys
Williamson jest synem trenera koni z Australii, który wyemigrował w 1994 roku. Zaczynał w 2001 roku jako zawodnik short tracku. W 2012 roku przeniósł się na tor długi. W październiku 2013 roku został mistrzem Japonii na 3000 i 5000 metrów. Podczas Mistrzostw Azji w 2013 roku był szósty na 1500 i 5000 metrów. Zajął 26. miejsce na 5000 metrów na Zimowych Igrzyskach Olimpijskich w 2014 roku.